# Финни (округ)
Фи́нни (англ. Finney County) — округ в штате Канзас, США. Официально образован 22 февраля 1883 года. По состоянию на 2010 год, численность населения составляла 36 776 человек.

## География
По данным Бюро переписи США, общая площадь округа равняется 3374,773 км2, из которых 3372,183 км2 суша и 1,813 км2 или 0,050 % это водоёмы.

## Население
По данным переписи населения 2000 года в округе проживает 40 523 жителей в составе 12 948 домашних хозяйств и 9 749 семей. Плотность населения составляет 12,00 человек на км2. На территории округа насчитывается 13 763 жилых строений, при плотности застройки около 4,00-х строений на км2. Расовый состав населения: белые — 69,05 %, афроамериканцы — 1,25 %, коренные американцы (индейцы) — 0,96 %, азиаты — 2,87 %, гавайцы — 0,08 %, представители других рас — 22,99 %, представители двух или более рас — 2,80 %. Испаноязычные составляли 43,30 % населения независимо от расы.
В составе 46,00 % из общего числа домашних хозяйств проживают дети в возрасте до 18 лет, 59,80 % домашних хозяйств представляют собой супружеские пары проживающие вместе, 10,50 % домашних хозяйств представляют собой одиноких женщин без супруга, 24,70 % домашних хозяйств не имеют отношения к семьям, 19,60 % домашних хозяйств состоят из одного человека, 6,30 % домашних хозяйств состоят из престарелых (65 лет и старше), проживающих в одиночестве. Средний размер домашнего хозяйства составляет 3,09 человека, и средний размер семьи 3,55 человека.
Возрастной состав округа: 34,30 % моложе 18 лет, 11,00 % от 18 до 24, 31,10 % от 25 до 44, 16,60 % от 45 до 64 и 16,60 % от 65 и старше. Средний возраст жителя округа 28 лет. На каждые 100 женщин приходится 104,20 мужчин. На каждые 100 женщин старше 18 лет приходится 103,30 мужчин.
Средний доход на домохозяйство в округе составлял 38 474 USD, на семью — 42 839 USD. Среднестатистический заработок мужчины был 29 948 USD против 21 510 USD для женщины. Доход на душу населения составлял 15 377 USD. Около 10,00 % семей и 14,20 % общего населения находились ниже черты бедности, в том числе — 18,60 % молодёжи (тех, кому ещё не исполнилось 18 лет) и 10,70 % тех, кому было уже больше 65 лет.